# Marko Arnautović
Marko Arnautović (født 19. april 1989) er en østrigsk professionel fodboldspiller, som spiller for den serbiske klub Røde Stjerne Beograd og Østrigs landshold.

## Baggrund
Arnautović blev født i Wien til en serbisk far og en østrigsk mor.

## Klubkarriere

### Twente
Efter at have spillet for flere klubber i Østrig på ungdomsniveauer, skiftede Arnautović i 2006 til hollandske FC Twente. Han gjorde sin professionelle debut med Twente i april 2007.

#### Leje til Inter Milan
Arnautović skiftede i august 2009 til den italienske storklub Inter Milan på en lejeaftale med muligheden for at gøre aftalen permanent efter sæsonen. Aftalen endte dog ikke med at blive gjort permanent, da Inter træneren José Mourinho ikke var imponeret med hans attitude.

### Werder Bremen
Arnautović skiftede i juni 2010 til Werder Bremen, og tilbragte herefter 3 sæsoner med den tyske klub.

### Stoke City
Arnautović skiftede i september 2013 til Stoke City. Han blev med det samme en vigtig del af Stoke mandskabet, og scorede 4 mål og lavede 10 assist i sin første sæson i Premier League. Hans bedste sæson med Stoke var 2015-16 sæsonen, hvor at han scorede 12 mål i sæsonen, og var dermed Stokes topscorer.

### West Ham United
Arnautović skiftede juli 2017 til West Ham United. Han startede ikke fantastisk hos sin nye klub, men efter at træner David Moyes besluttede at spille med Arnautović som angriber i stedet som kantspiller, begyndte han at spille markant bedre. Han endte med at blive kåret som årets spiller i klubben af fansene med 68% af stemmerne i 2017-18 sæsonen. Han fortsatte sit gode spil ind i næste sæson, hvor han blev West Hams topscorer for sæsonen.

### Shanghai Port
Arnautović skiftede i juli 2019 til kinesiske Shanghai SIPG (senere omdøbt til Shanghai Port).

### Bologna
Arnautović vendte tilbage til Italien i august 2021, da han skiftede til Bologna.

#### Leje til Inter
13 år efter han havde forladt klubben, så vendte Arnautović i august 2023 tilbage til Inter Milan, da han skiftede til klubben på lejeaftale med en købsobligation.

## Landsholdskarriere

### Ungdomslandshold
Arnautović har repræsenteret Østrig på flere ungdomsniveauer.

### Seniorlandshold
Arnautović debuterede for Østrigs landshold den 11. oktober 2008. Han var del af Østrigs trupper til EM i 2016 og 2020. Han spillede den 6. juni 2022 sin landskamp nummer 100 for Østrig i et 2-1 nederlag imod Danmark.

## Racismekontroverser
Arnautović blev i 2009 beskyldt af Willem II spilleren Ibrahim Kargbo for at have været racistisk overfor ham under en kamp mellem Twente og Willem. Arnautović afviste beskyldningerne, og efter en investigation i episoden valgte det hollandske fodboldforbund at afvise sagen.
Arnautović blev under EM i 2020 bandlyst fra en kamp, efter at han havde brugt et anti-albansk udtryk imod en spiller fra Nordmakedoniens landshold efter han scorede imod dem.

## Titler
Inter Milan
- UEFA Champions League: 1 (2009-10)
- Serie A: 2 (2009-10, 2023-24)
- Coppa Italia: 1 (2009-10)
- Supercoppa Italiana: 1 (2023-24)

Individuelle
- West Ham United Hammer of the Year: 1 (2017-18)
- Årets fodboldspiller i Østrig: 1 (2018)